# (500520) 2012 TA304
(500520) 2012 TA304 es un asteroide perteneciente al cinturón de asteroides, descubierto el 4 de noviembre de 2007 por el equipo del Spacewatch desde el Observatorio Nacional de Kitt Peak, Arizona, Estados Unidos.

## Designación y nombre
Designado provisionalmente como 2012 TA304.

## Características orbitales
2012 TA304 está situado a una distancia media del Sol de 3,031 ua, pudiendo alejarse hasta 3,732 ua y acercarse hasta 2,331 ua. Su excentricidad es 0,231 y la inclinación orbital 3,301 grados. Emplea 1928,33 días en completar una órbita alrededor del Sol.

## Características físicas
La magnitud absoluta de 2012 TA304 es 16,7. 